# Ares IV
Ares IV var en rymdraket som presenterades av NASA i januari 2007 som ett möjligt tillskott till raketprojektet Ares, som var en del av Constellationprogrammet. Constellationprogrammet lades ner 2010. 
Ares IV skulle bestått av första steget från Ares V och andra steget från Ares I. Denna kombination innebar att man skulle få skjuta upp rymdfarkosterna Altair och Orion var för sig, men troddes kunna komma till användning i utprovningen av de båda farkosterna, till exempel för att testa ett direkt återinträde när Orion återvände från månen.